# Commutatività
In matematica, un'operazione binaria {\displaystyle *} definita su un insieme {\displaystyle S} è commutativa se e solo se
{\displaystyle x*y=y*x,\quad \forall x,y\in S.}
Se questa proprietà non è valida per ogni coppia di elementi, l'operazione {\displaystyle *} è quindi detta non commutativa.
In particolare, se è vera la proprietà
{\displaystyle x*y=-y*x,\quad \forall x,y\in S.}
l'operazione {\displaystyle *} è detta anticommutativa.
Due elementi {\displaystyle x} e {\displaystyle y} commutano se {\displaystyle x*y=y*x}. Quindi l'operazione {\displaystyle *} è commutativa se e solo se due elementi di {\displaystyle S} commutano sempre.

## Esempi

### Operazioni commutative

Commutatività dell'addizione rappresentata mediante delle mele

Esempio di addizione di vettori. L'operazione è commutativa perché

I più comuni esempi di operazioni binarie commutative sono l'addizione ({\displaystyle a+b}) e la moltiplicazione ({\displaystyle a\times b}), considerate sull'insieme di tutti i numeri reali, o solo sui numeri positivi, naturali o razionali, oppure estese ai numeri complessi; per esempio:
{\displaystyle 4+5=5+4\qquad } (poiché entrambe le espressioni sono uguali a 9);
{\displaystyle 2\times 3=3\times 2\qquad } (poiché entrambe le espressioni valgono 6).
Altre operazioni binarie commutative sono:
- minimo comune multiplo e massimo comun divisore applicati a coppie di interi positivi;
- minimo e massimo applicati a coppie di numeri reali o in generale a coppie di elementi di insiemi parzialmente ordinati;
- addizione di vettori;
- intersezione e unione di insiemi;
- congiunzione logica e disgiunzione inclusiva;
- composizioni di traslazioni nel piano, nello spazio tridimensionale o in un qualsiasi spazio vettoriale;
- composizioni di rotazioni intorno ad un dato punto nel piano.

### Operazioni non commutative
Tra le operazioni binarie non commutative tra numeri vi sono la sottrazione ({\displaystyle a-b}), la divisione ({\displaystyle a/b}) e l'elevamento a potenza ({\displaystyle a^{b}}), definite su insiemi opportuni di numeri reali.
Anche la composizione di funzioni ({\displaystyle f(g(x))}) in molti contesti non è commutativa: ad esempio le funzioni reali {\displaystyle f(x)=x+3} e {\displaystyle g(y)=y^{2}} non commutano, in quanto
{\displaystyle g(f(x))=x^{2}+6x+9,}
{\displaystyle f(g(x))=x^{2}+3.}
Un'altra importante operazione non commutativa è la moltiplicazione fra matrici quadrate. Ad esempio:
{\displaystyle {\begin{bmatrix}0&1\\0&0\end{bmatrix}}\times {\begin{bmatrix}0&0\\1&0\end{bmatrix}}={\begin{bmatrix}1&0\\0&0\end{bmatrix}};}
{\displaystyle {\begin{bmatrix}0&0\\1&0\end{bmatrix}}\times {\begin{bmatrix}0&1\\0&0\end{bmatrix}}={\begin{bmatrix}0&0\\0&1\end{bmatrix}}.}
Il prodotto vettoriale, invece, rappresenta un esempio di operazione anticommutativa. Siano {\displaystyle \mathbf {a} ,\mathbf {b} \in \mathbb {R} ^{3}}. Si ha:
{\displaystyle \mathbf {a} \times \mathbf {b} =-\mathbf {b} \times \mathbf {a} .}

## Strutture algebriche con operazioni commutative
Un gruppo è abeliano, o anche commutativo, se l'operazione che vi è definita è commutativa.
Un anello ha definite due operazioni, chiamate generalmente "somma" e "prodotto" in analogia con i numeri interi. L'operazione di "somma" è sempre commutativa, ma l'operazione "prodotto" no. Un anello è chiamato abeliano o commutativo se anche la moltiplicazione è commutativa.
Generalmente, le strutture algebriche abeliane sono molto più semplici delle analoghe non abeliane.

## Tavola di composizione
Un'operazione è commutativa se e solo se la sua tavola di composizione è simmetrica. Per esempio le tavole di composizione delle operazioni minimo comune multiplo e massimo comun divisore per l'insieme dei numeri interi da 1 a 6 sono
{\displaystyle {\begin{bmatrix}1&2&3&4&5&6\\2&2&6&4&10&6\\3&6&3&12&15&6\\4&4&12&4&20&12\\5&10&15&20&5&30\\6&6&6&12&30&6\\\end{bmatrix}}}
e
{\displaystyle {\begin{bmatrix}1&1&1&1&1&1\\1&2&1&2&1&2\\1&1&3&1&1&3\\1&2&1&4&1&2\\1&1&1&1&5&1\\1&2&3&2&1&6\\\end{bmatrix}}.}